# Jacob Georg Agardh
Jacob Georg Agardh (8 de desembre de 1813, Lund, Suècia – 7 de gener de 1901, Lund, Suècia) va ser un botànic suec, i també ficòleg (especialista en algues) i taxonomista. Era fill del també botànic Carl Adolph Agardh. Agardh dissenyà les pintures pel jardí botànic de Lund.
El 1849, va ser escollit membre de l'Acadèmia Sueca de Ciències. També Agardh va ser membre estranger de l'American Academy of Arts and Sciences el 1878.

La seva signatura com a botànic és:J.Agardh